# Edwin Vose Sumner
Edwin Vose Sumner (30. januar 1797 – 21. marts 1863) var en amerikansk officer som blev general for Nordstaterne og den ældste feltkommandant i et armékorps i den amerikanske borgerkrig. Kælenavnene "Bull" eller "Bull Head" kom både af hans kraftige buldrende stemme og en legende om at en musketkugle en gang ramte hans hoved.
Sumner kæmpede i Black Hawk-krigen og udmærkede sig i den mexicansk-amerikanske krig, i det vestlige pionérområdet og på den østlige krigsskuepladsen i første halvdel af borgerkrigen. Han førte II Corps i Army of the Potomac i Peninsula-felttoget, syvdagesslaget, Maryland-felttoget og slaget ved Fredericksburg.
Fort Sumner er opkaldt efter ham.

## Eksterne links
- Wikimedia Commons har flere filer relateret til Edwin Vose Sumner
- U.S. Army Combined Arms Research Library, biografi Arkiveret 13. august 2009 hos  Wayback Machine
- Territorial Kansas Online Arkiveret 6. oktober 2007 hos  Wayback Machine
- Edwin Vose Sumner, biografi og tidslinje Arkiveret 8. juli 2011 hos  Wayback Machine